# HD 38529
Désignations
HD 38529 (également nommée HR 1988) est une étoile binaire située à environ 138 années-lumière de la Terre dans la constellation d'Orion.

## HD 38529 A
HD 38529 A est une sous-géante jaune, qui a été aussi classée naine jaune de type spectral G4V. Elle est 40 % plus massive que le soleil. Deux exoplanètes sont en orbite autour d'elle, HD 38529 Ab, une géante gazeuse de 0,78 masse jovienne à 0,129 unité astronomique et HD 38529 Ac, une naine brune de 12,7 à 37 masses jovienne.
| Planète                  | Masse               | Demi-grand axe (ua) | Période orbitale (jours) | Excentricité    | Inclinaison | Rayon |
| ------------------------ | ------------------- | ------------------- | ------------------------ | --------------- | ----------- | ----- |
| HD 38529 Ab              | > (0,92 ± 0,043) MJ | 0,131 ± 0,001 5     | 14,310 ± 0,05            | 0,248 ± 0,000 7 |             |       |
| HD 38529 Ac              | 17,7+1,7 −1,4 MJ    | 3,695 ± 0,043       | 2 134,76 ± 0,40          | 0,36 ± 0,05     |             |       |
| HD 38529 Ad non confirmé | > (0,17 ± 0,06) MJ  | 0,75 ± 0,14         | 193,9 ± 2,9              | 0,23 ± 0,13     |             |       |
| Disque de débris         | —                   |                     |                          |                 |             |       |

## HD 38529 B
HD 38529 B est une naine rouge de type M3,0V qui orbite à 12 042 ua.